# OS/2
OS/2 — операційна система фірми IBM, частково розроблялася разом з корпорацією Microsoft.

## Історія
Паралельно з розробкою Windows корпорація Microsoft спільно з IBM вела активну роботу зі створення системи OS/2. На початку дев'яностих років шляхи двох гігантів IT-індустрії розійшлися, і розробники в IBM займалися своєю системою самостійно. Було повністю переписано ядро і драйвери, додано TCP/IP та USB-стек.
Після того, як IBM і Microsoft розійшлися в різні боки, Microsoft переробила свою версію OS/2 в Windows NT, а сама OS/2 продовжувала розроблятися у фірмі IBM, яка все ж таки не приділяла цій операційній системі належної уваги. Версію OS/2 Warp 3 серйозно розглядали як гідного конкурента Windows, але версія 4 вже не претендувала на це через рекламну діяльність Microsoft. 26 жовтня 1996 року вийшла наступна версія — OS/2 Warp 4.0 (Мерлін). У 1999 з'являється OS/2 Warp Server for e-business (кодова назва «Аврора», версія системи — 4.5).
Microsoft, офіційно відмовившись від підтримки OS/2, продовжувала уважно стежити за розвитком цієї операційної системи. Багато деталей інтерфейсу OS/2 IBM і Microsoft перешли до нової ОС Microsoft — Windows 95.
Особливою популярністю як домашня операційна система OS/2 ніколи не користувалася, залишаючись в тіні Windows, і, пізніше Windows NT. Проте зусилля як самої IBM, так і безлічі корпоративних і незалежних розробників програмного забезпечення не пройшли дарма — OS/2 є стабільною системою з передбаченою поведінкою і хорошим набором системних і прикладних програм. При цьому OS/2 є самостійною лінією розвитку операційних систем, відрізняючись від Windows NT істотно меншими вимогами до апаратних засобів, а від GNU/Linux — кращою підтримкою програм для DOS і win16.
Підтримка користувачів здійснювалася до 31 грудня 2006 року. Після цього оновлення ОС здійснювалося у рамках проєкту eComStation. 2015 року анонсований новий OEM-дистрибутив, що базується на OS/2 — ArcaOS..ArcaOS є комерційним програмним продуктом.